# Berijev MDR-5
Berijev MDR-5 byl sovětský celokovový dvoumotorový dálkový hornoplošný obojživelný létající člun užívaný ve druhé světové válce.

## Vznik
S výhledem na potřeby letecké složky sovětského válečného námořnictva vyhlásilo jeho politické a  technické velení požadavek na vývoj dvoumotorového dálkového průzkumného létajícího člunu s výkony a  charakteristikami převyšujícími zastarávající typy Četverikov ARK-3, nebo Berijev MBR-2. Do užšího výběru se postupně zapojili letečtí konstruktéři Georgij Michajlovič Berijev, P. D. Samsonov, Igor Vjačeslavovič Četverikov a S. A. Moskalev se svými konstrukčními kancelářemi. Berijevova OKB z Taganrogu se do programu zapojila projektem MDR-5 (Morskoj Dalnyj Razvědčik). Práce na projektu MDR-5 byly zahájeny koncem roku 1937 pod interním označením MS-6.

## Vývoj
První prototyp v podobě čistě létajícího člunu byl dokončen v květnu 1938 a téhož měsíce zalétán na Azovském moři továrním zkušebním pilotem P. A. Nomaněm. Po opravách dlouhých sérií závad, které se projevily během testů, létal se strojem i vojenský námořní pilot major E. E. Košeljev. Pohon letounu zajišťovala dvojice vzduchem chlazených dvouhvězdicových čtrnáctiválců Tumanskij M-87A o vzletovém výkonu 698 kW s třílistými kovovými na zemi nastavitelnými vrtulemi. Hlavňová výzbroj pětimístného stroje sestávala ze tří pohyblivých kulometů ŠKAS ráže 7,62 mm po jednom v příďovém a hřbetním střelišti a jednom v kloubovém uložení ve vybrání na spodku trupu za ukončením kýlu. Ofenzívní výzbroj se měla skládat až z tuny pum či hlubinných náloží nesených na závěsnících pod křídlem vně gondol motorů a  pod nimi. Dne 10. září 1938 byl první prototyp neopravitelně poškozen během havárie.
Dne 19. ledna 1939 byly zahájeny zkoušky druhého exempláře, který byl již od počátku konstruován jako amfibie se zatahovacím podvozkem. Testy zahájil pilot N. P. Kotjakov opět s nevalnými výsledky. Druhý MDR-5 byl v  rámci odlehčení a zjednodušení konstrukce přepracován na běžný létající člun demontáží podvozku a jeho zatahovacího mechanizmu, podvozkové šachty byly zaplechovány a z hydrodynamických důvodů byla prodloužena příď. Po obnovených zkouškách však vzhledem k nepřetržitým problémům nalétal do ledna 1940 jen 40 hodin a  22 minut. Následující měsíc byl celý program MDR-5 zastaven.

## Specifikace (první prototyp)

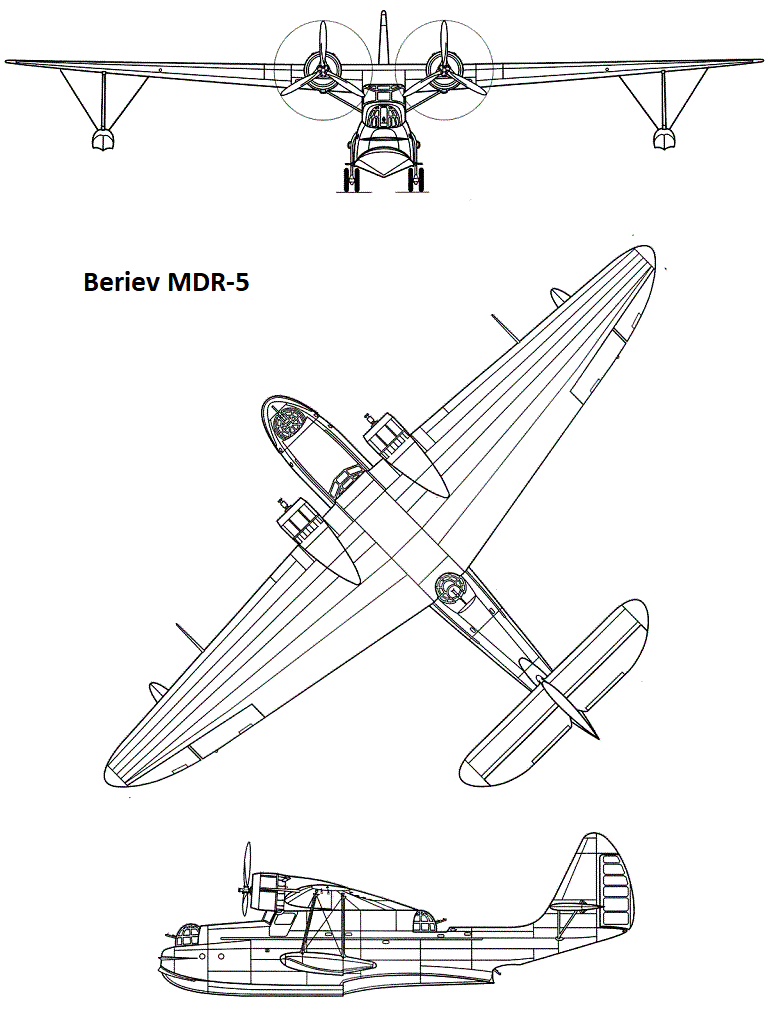
Berijev MDR-5

Údaje podle

### Technické údaje
- Osádka:
- Rozpětí: 25,00 m
- Délka: 15,58 m
- Výška: 5,50 m
- Nosná plocha: 78,50 m²
- Hmotnost prázdného letounu: 6085 kg
- Vzletová hmotnost normální: 8795 kg
- Vzletová hmotnost s přetížením: 9200 kg
- Pohonná jednotka:

### Výkony
- Maximální rychlost u hladiny moře: 285 km/h
- Maximální rychlost ve výšce: 350 km/h
- Minimální rychlost: 120 km/h
- Dostup (vypočteno): 8700 m
- Dolet (vypočteno): 2415 km